# Consiglio Grande e Generale
Consiglio Grande e Generale (italiensk: Consiglio Grande e Generale) er parlamentet i San Marino. Det har 60 medlemmer, valgt for 5 år ad gangen.
Landets valglov er baseret på valgsystemet i de italienske regioner. Fra 1945 til 2007 benyttede San Marino proportional repræsentation, men da der er tradition for, at mange partier er indvalgt, blev der fra 2008 indført en ny valglov med en spærregrænse på 3.5% af de afgivne stemmer. Endvidere foreskrive denne lov, at mindst 35 mandater tilfalder den vindende koalition af partier, som således opnår en absolut majoritet. Koalitionen får sæder efter D'Hondts mandatfordelingsmetode.
Consiglio Grande e Generale udpeger blandt sine medlemmer medlemmerne af kongressen, som er den udøvende magt i San Marino.

## Valgret

### Aktiv valgret
Alle statsborgere, der er fyldt 18 år har aktiv valgret og kan deltage i valghandlingen til parlamentet.

### Passiv valgret
Den passive valgret er retten til at blive indvalgt i Consiglio Grande. Alle borgere, som er fyldt 21 år og er bosat i San Marino, har denne rettighed. Indehavere af visse embedsposter kan ikke sidde i rådet, ligesom deres forældre, ægtefælle og børn er udelukkede.
| Politik | Spire Denne artikel om politik og ideologi er en spire som bør udbygges. Du er velkommen til at hjælpe Wikipedia ved at udvide den. |